# جوليا باترز
جوليا باترز هي ممثلة طفلة أمريكية ولدت في 15 أبريل 2009 نالت إشادة كبيرة لدورها في فيلم حدث ذات مرة في هوليوود.